# Shillong
Shillong (Hindi: शिलांग; Bengaals: শিলং) is de hoofdstad van de Indiase staat Meghalaya. De op 1496 meter hoogte gelegen stad is gelegen in het district Oost-Khasi Hills, heeft 132.876 inwoners (2001) en de agglomeratie 267.881 inwoners (2001).
Tot 1972 was Shillong de hoofdstad van de staat Assam. In dat jaar splitste die staat op en werd Shillong hoofdstad van Meghalaya. Dispur werd de nieuwe hoofdstad van Assam.
Shillong wordt ook wel het Schotland van het oosten genoemd, vanwege de vergelijking met de Schotse Hooglanden.

## Verkeer
De belangrijke Aziatische wegen AH1 en AH2 lopen langs de stad.

## Onderwijs
De stad heeft een eigen universiteit, de North-Eastern Hill University.

## Bekende personen uit Shillong

### Geboren
- John Shepherd-Barron (1925-2010), Schots uitvinder
- Arundhati Roy (1961), schrijfster en politiek activiste
- Karen David (1979), Indiaas-Canadees-Brits filmactrice

### Overleden
- Abdul Kalam (1931-2015), president van India (2002-2007)